# كينيث كارليسلي (لاعب كريكت)
كينيث كارليسلي (28 مارس 1908 - 23 يوليو 1983)  (بالإنجليزية: Kenneth Carlisle)‏ هو لاعب كريكت بريطاني (وحمل سابقاً جنسية المملكة المتحدة لبريطانيا العظمى وأيرلندا).